# Constantin Kandaourov
Pour les articles homonymes, voir Kandaourov.
Constantin Vassilievitch Kandaourov (Константин Васильевич Кандауров), né le 13 octobre 1865 à Ekaterinoslav et mort le 12 août 1930 à Moscou, est un peintre russe, graphiste et décorateur de théâtre  et organisateur d'expositions.

## Biographie
Il naît dans une famille de la noblesse. Il étudie de 1880 à 1885 à l'École de peinture, de sculpture et d'architecture de Moscou sans aller jusqu'au diplôme. Il habite à Moscou et travaille souvent en collaboration avec Ioulia Obolenskaïa. Il peint des paysages, des natures mortes et des compositions de genre, travaillant beaucoup à l'aquarelle. Parmi ses œuvres, l'on peut distinguer: Été. Pique-nique (1917), La Crimée des steppes. Cheikh-Mamaï (1917), Nature-morte persane (1918), Marionnettes du théâtre des marionnettes (1919), Les Astres (1924), etc. Il fait aussi de la sculpture sur bois: Le Manège, Devant les tréteaux (1916).
En 1887-1897, il est décorateur au Théâtre Bolchoï. Dans les années 1910, au Théâtre Maly et entre 1920 et 1926, décorateur en chef au Théâtre Maly. Il est le décorateur des pièces: La Guerre des rois des cartes («Война карточных королей») au théâtre des marionnettes de Moscou (1918, avec Ioulia Obolenskaïa; basé sur l'album de lithographies La Guerre des rois, Moscou, 1918); La Demoiselle des neiges («Снегурочка») d'Alexandre Ostrovski au théâtre moscovite des coopératives (1923, avec Ioulia Obolenskaïa).
Il était ami avec beaucoup de membres des milieux artistiques de Moscou et de Saint-Pétersbourg du premier tiers du XXe siècle; dont Alexis Tolstoï, Sophie Dymschitz, Alexandre Benois, Mstislav Doboujinski, Alexandre Golovine, Kouzma Petrov-Vodkine, Nikolaï Sapounov, Sergueï Soudeïkine, Piotr Neradovski, Lev Bruni, etc. Il fait plusieurs séjours en Crimée, à Koktebel, chez Maximilian Volochine et chez  Constantin Bogaïevski.

## Expositions
Kandaourov organise plusieurs expositions :
- Mir iskousstva à Moscou dans les années 1910,
- tableaux de Vassili Polenov du cycle De la vie du Christ en faveur des blessés de la Première Guerre mondiale (1914),
- Peintres de Moscou - victimes de guerre (1914),
- tableaux et sculptures d'artistes russes, exposition organisée en faveur des Belges victimes de la guerre (1915),
- exposition de l'avant-garde moscovite 1915 à Moscou (1915),
- exposition Guerre et Impression à Pétrograd (1914), etc.

Il est collectionneur de tableaux et d'art graphique. Il est membre et exposant de l'union du Valet de carreau (1916), de Mir Iskousstva (1911-1917 ; secrétaire de la société en 1916-1917), de Couleur-Feu («Жар-цвет», 1924-1928).
Il participe aux expositions suivantes : 
- À partir de 1907 : membre des expositions (14e exposition de tableaux de la compagnie des artistes de Moscou).
- Peinture russe contemporaine du bureau artistique de Nadejda Dobytchina à Pétrograd (1916),
- 1re et 2e expositions de l'union professionnelle des artistes-peintres (1918),
- 1re et 4eexpositions du conservatoire moscovite d'art contemporain (1919), de la 4e exposition d'État de peintures (1919),
- exposition en l'honneur du centenaire de la naissance d'Alexandre Ostrovski (1923),
- 1re exposition ambulante de peinture et d'art graphique (1929) à Moscou,
- 1re exposition d'État d'art et de science de Kazan (1920),
- 1re exposition ambulante de peintures dans les villes de la RSFSR (1925),
- exposition d'art contemporain à Simféropol (1927),
- 3e (1927), 4e (1928), 5e (1929) expositions de tableaux de peintres russes contemporains à Théodosie.

Il expose aussi des œuvres dans différents lieux d'exposition régionaux, dont le musée de Polenovo et le musée d'art de Taganrog.